# Passi
Pour les articles homonymes, voir Passi (homonymie).
Passi, de son nom complet Passi Balende, né le 21 décembre 1972 à Brazzaville au Congo, est un rappeur, chanteur, compositeur et producteur franco-congolais,,. Il est considéré par la presse spécialisée comme l’un des pères fondateurs du rap français, à l’instar de NTM, IAM, Assassin ou MC Solaar.
Il se lance dans le rap au début des années 1990 en tant que membre-fondateur de Ministère A.M.E.R. aux côtés de Stomy Bugsy, avec lequel il collabore entre 1989 et 1994 et crée en compagnie de Kenzy Bouboule et DJ Ghetch le collectif Secteur Ä. Ils produisent et gèrent des groupes tels les Nèg' Marrons, Ärsenik ou des artistes comme Doc Gynéco.
Passi décide ensuite de se lancer dans une carrière solo et publie son premier album, Les Tentations, en 1997. En 1998, il a créé son label Issap productions avec lequel il produit des artistes et projet comme Dis L'Heure 2 Zouk ou le Bisso Na Bisso. Suivront plusieurs autres albums solo.

## Biographie

### Jeunesse
Sixième d'une fratrie de sept enfants, Passi est né à Brazzaville, capitale de la république du Congo,. Il passe son enfance à Brazzaville, puis immigre en 1979 avec sa famille en France dont sa mère Louboucase Jeanine Henriette et son père Balende Pierre, en banlieue parisienne, à Sarcelles où il passe son enfance. Dès son plus jeune âge, Passi est attiré par le basket-ball qu'il pratique de 9 à 16 ans, mais aussi par le hip hop et le rap. Avec ses frères et sœurs , il est scolarisé dans le même collège de Sarcelles que Gilles Duarte, le futur Stomy Bugsy. Sa mère souhaite qu'il obtienne un bac avant de commencer une carrière musicale, il passera haut la main un brevet de technicien agricole (BAC agricole agronome). Après son bac, il continue en BTS action commerciale des produits agricole et termine en commerce.
Concernant son enfance, Passi explique : « À 15 ans, j’avais déjà un de ces appétits ! Les limitations de la cité stimulent ton imagination : faire des voyages, grimper dans l’échelle sociale, décrocher des diplômes… Avec un père qui inspirait le respect et une mère enseignante, qui n’hésitait pas à nous punir, mes frères, mes sœurs et moi, on avait une éducation assez stricte, même si on avait des voisins qui étaient déjà dans le grand banditisme. Mais on avait compris que l’argent était le nerf de la guerre. C’est pourquoi on avait fondé notre association, A.M.E.R. [action, musique et rap, NDLR], à 17 ans, ce qui nous permettait d’obtenir des locaux de répétition ! On savait que le hip-hop était la seule culture qui disait la vérité. »

### Débuts
Révélé au sein du groupe Ministère A.M.E.R. le groupe qu' il fonde avec ses amis, notamment sur la bande originale du film La Haine, Passi entame ensuite une carrière solo, avec le très remarqué Les flammes du mal pour le film Ma 6-T va crack-er. Passi signe ensuite au label V2 de Thierry Chassagne, et les deux préparent le premier album de Passi, publié en 1997. l'album contient 14 chansons, sur lequel Akhenaton en réalise la moitié. « On a commencé avec Je zappe et je mate enchaîné avec Le maton me guette, puis Le monde est à moi avec Akhenaton », explique le rappeur. Pour la première fois dans le rap français, un album, Les tentations, devient disque d'or en trois semaines. Avant la fin 1998, l'album compte 500 000 exemplaires vendus.
Passi lance son label indépendant Issap productions en 1998, et édite quelque temps plus tard deux albums du collectif franco-congolais Bisso Na Bisso, dont un live enregistré au Zénith de Paris . En parallèle, il publie le single Il fait chaud qui devient le tube de l'été 1998. Avec Bisso Na Bisso, il collabore sur des chansons à succès comme Racines. La gloire du groupe atteint d'ailleurs son point culminant en novembre 1999, date durant laquelle le président sud-africain Nelson Mandela leur remet en mains propres les prix de « meilleur groupe africain » et « meilleur vidéoclip de l'année » au Kora Music Awards, de South City. L'album Racine du Bisso na Bisso est le point départ de la tendance afro rap en France, album double disque d'or sans compter les millions de copies pirates en Afrique
Aussi en 1998, il joue aux côtés de Doc Gynéco, Stomy Bugsy, Ärsenik, Pit Baccardi, les Neg' Marrons, et bien d'autres au sein de leur collectif Secteur Ä pour deux concerts à l'Olympia, d'où est extrait un album live. Ils sortent par la suite la compilation Secteur Ä All Stars en janvier 2000. La même année paraît l'album Genèse. Ce deuxième projet solo reprend des thèmes récurrents de l'artiste : la situation de l'individu face aux inégalités (Ce qu'il veulent), à la religion (Dieu créa Einstein) ou encore l'industrie du disque (Rap business). Des textes relatent aussi les difficultés d'intégration des communautés en France ainsi que dans leur pays d'origine.

### Diverses participations et albums
En 2002, il participe à l'album Dis l'heure 2 Rimes, qu'il produit. Celui-ci est le premier d'une série de cinq compilations (en date de 2016), abordant divers styles musicaux. Successivement sortent Dis l'heure 2 Zouk en 2003, Dis l'heure 2 Ragga Dancehall en 2004, Dis l'heure 2 afro-zouk (vol. 1) en 2005, et Dis l'heure 2 Hip-Hop Rock en 2006. C'est en 2004, avec Odyssée, que Passi termine sa « trilogie » (comprenant Les Tentations, Genèse et Odyssée). En 2004 il signe aussi le duo Face à la mer avec Calogero, single de platine et l'album 3 de calogéro porté entre autres par ce titre devient disque de Diamant.En 2005, sort Paris on fire consacré aux émeutes d'octobre 2005. Il inaugure également un musée de l'immigration[réf. nécessaire].
Il publie son nouvel album solo intitulé Évolution, le 15 octobre 2007, qui contient des titres comme Électrique. Ce nouvel opus fait suite à son street album Révolution, publié en avril de la même année. En revenant à un style beaucoup plus dur qu'il qualifie de « barbare », il retrouve le ton de ses débuts avec le Ministère A.M.E.R.. Par exemple, le premier titre sorti en radio, Dent pour dent, est dans la lignée des titres Flammes du mal ou Émeutes. On peut noter la présence sur ces deux albums de Wyclef Jean, déjà remarqué dans le clan Secteur Ä aux côtés de Mohamed Dia pour sa ligne Refugees. La même année, Passi fait partie du jury de la saison 7 de Star Academy sur TF1, aux côtés de Pascal Nègre, le patron d'Universal Music-France, et d'Yvan Cassar, musicien et arrangeur.
Au début de 2013, Passi crée son nouveau label Spyce publishing, il publie cette année là un album de duo intitulé Ère Afrique (le tour de l'Afrique en duo). En juillet 2013 Passi part jusqu'en 2015 faire ses dates de concert entre la France et l'Afrique. 2016 il prend la direction du label Infact chez Warner et produit des jeunes artistes. 2017 Passi part en tournée fêter les 20 ans de son premier album solo Les Tentations, 2018 s'enchaîneront les tournées de L'âge d'Or du Rap Français et la grande tournée du Secteur Ä, les Zenith seront pleins et les deux dates à l'AccorHotels Arena seront mémorables. Pour "Le 22 mai" date anniversaire de l'abolition de l'esclavage et du premier concert du Secteur Ä à l'Olympia en 1998, l'équipe a fait le boulot ! Eté 2019 Passi finalise Dis l'heure 2 afro pop à venir en Juin 2019, la promo démarre pendant que Passi en studio peaufine un double album. En juillet 2019 Passi s'envole pour Francfort et Berlin, ou il joue le rôle de Joseph Diamantaire congolais dans Le Prince, une comédie allemande de Lisa Bierwirth produit par Komplizen Film a paraitre en 2021.

## Activités annexes

### Ligne de vêtements
Passi est ambassadeur de la marque de streetwear Gabs et présente sa première collection en 2001.

### Cinéma-télévision
Passi fait ses débuts à la télévision dans la série Inspecteur Sori : le mamba de Mamady Sidibé, aux côtés d'Eriq Ebouaney et Nadège Beausson-Diagne, il y joue un tueur en série venimeux. Puis, face à Philippe Bas, il interprète un inspecteur véreux à la poursuite de deux jeunes skaters dans le film de Miguel Courtois Skate or Die. Passi joue également dans le film du réalisateur ivoirien Owell Brown intitulé No Way. Dans ce long-métrage, qu'il coproduit, il est JD, ex taulard chef de bande en quête de rédemption, face à Lucien Jean-Baptiste, en "kassoum" qui s'est emparé du territoire. Après quelques apparitions et petits rôles, en 2019, il décroche le premier rôle du film Le Prince de Lisa Bierwirth, dont il partage l'affiche avec l'actrice autrichienne Ursula Strauss, il joue en anglais, une nouvelle expérience.
De 1998 a 2020, Passi est aussi derrière la camera, en réalisant une quinzaine de vidéo clips. Il filme entre autres 79 a 99, titre de son album de 1998, ...Le Temps passe de Johnny Hallyday ft Ministere Amer en 2008, ou Django en 2020.

### Littérature
En mars 2013, Passi coécrit avec son frère Steeve Balende un livre dans lequel il approfondit les thématiques de certains de ses textes parmi les plus connus. L'ouvrage, Explication de textes, est publié par Fetjaine Éditions,.

## Vie privée
De 2005 à 2006, il a une relation avec Karine Le Marchand,.

## Discographie

### Albums studio
- 1997 : Les Tentations
- 2000 : Genèse
- 2004 : Odyssée
- 2007 : Révolution (street album mixtape)
- 2007 : Évolution
- 2013 : Ère Afrique

### Albums collaboratifs
- 1991 : Traîtres
- 1992 : Pourquoi tant de haine (avec Ministère A.M.E.R.)
- 1994 : 95200 (avec Ministère A.M.E.R.)
- 1998 : Secteur Ä (live) (avec Secteur Ä)
- 1999 : Racines (avec Bisso Na Bisso)
- 1999 : Le 15 mai 1999 (Live) (avec Bisso Na Bisso)
- 2000 : Secteur Ä All Stars (avec Secteur Ä)
- 2009 : Africa (avec Bisso Na Bisso)
- 2018 : Best of Secteur Ä (avec Secteur Ä)

### Producteur
- 2002 : Dis l'heure 2 Rimes
- 2003 : Dis l'heure 2 Zouk
- 2004 : Dis l'heure 2 Ragga Dancehall
- 2005 : Dis L'Heure 2 Afro Zouk Vol.1
- 2006 : Dis L'Heure 2 Hip Hop/Rock
- 2016 : Afro Beats Factory
- 2019 : Dis L'Heure 2 Afro Pop

### Participations
- 1996 : La Clinique (Doc Gynéco, Space L'anesthésiste & Doom Décadent), Passi & Djamatik : Clic Clic (sur le maxi Viens Voir Le Docteur de Doc Gynéco)
- 1996 : Doc Gynéco feat. Passi : Est-ce que ça l'fait ? (sur l'album de Gynéco, Première consultation)
- 1996 : Ministère AMER : Sacrifices de poulets (sur la B.O du film La Haine)
- 1997 : Passi : Les flammes du mal (sur la B.O. du film Ma 6-T va crack-er)
- 1997 : Passi feat. IAM, Mystik, Assassin, Stomy Bugsy, Fabe, Kabal, Arco, Yazid & Rootsneg : 11'30 contre les lois racistes (sur le maxi 11'30 contre les lois racistes)
- 1997 : Kheops feat. Passi : Les meufs du Show-Biz (sur la compilation Sad Hill)
- 1997 : Passi : L'engreneur (Remix) (sur le maxi L'Engreneur)
- 1997 : Passi : Le jardin du diable (sur le maxi Je zappe et je mate)
- 1998 : Ärsenik feat. Passi : Par où t'es rentré, je t'ai pas vu sortir (sur l'album d'Ärsenik, Quelques gouttes suffisent)
- 1998 : Passi feat. Akhenaton (IAM) : Le monde est à moi (sur le maxi Le monde est à moi)
- 1998 : feat. Akhenaton (IAM) : Le monde est à moi (Remix) (sur le maxi Le monde est à moi)
- 1998 : feat. Ambersunshower : J'entends des mères pleurer (sur le maxi J'entends des mères pleurer)
- 1998 : Passi : Le week end (sur le maxi J'entends des mères pleurer)
- 1999 : Passi feat. Oxmo Puccino : Black December (sur la compile Premiere Classe Vol.1)
- 1999 : Koffi Olomidé feat. Passi : African Kings (sur l'album de Koffi Olomide, Attentat)
- 2000 : RCFA feat. Passi : Hallucinations (sur la compile Hostile 2000 Vol.2)
- 2000 : Ministère AMER : Nègres de la pègre (sur la compile Secteur Ä All Stars)
- 2000 : Passi feat. JMi Sissoko & Jacky (Nèg' Marrons) - De 79 à 99 (Remix) (sur le maxi 79 à 99 (Remix))
- 2000 : Passi feat. Oxmo Puccino : Nautilus (sur la compile Le Flow 2)
- 2000 : Pit Baccardi feat. Passi : Si on flambe (sur l'album Ghetto Ambianceur)
- 2000 : Julie Zenatti feat. Passi : Le Couloir de la vie (sur l'album Fragile)
- 2001 : Hamed Daye feat. Passi : Renaissance (sur l'album L'or noir)
- 2001 : Passi feat. Karlito : Tomber (sur la compile Sur un air positif)
- 2001 : Passi et Lynnsha : Ma Zik (single)
- 2001 : Saya feat. Passi : Tourner des pages (single)
- 2002 : Passi : Respecte ma rime, On ne peut pas... et Tourner des pages (sur la compile Dis l'heure 2 Rimes)
- 2002 : Passi feat. TNT - L'art du samouraï (sur la compile Samouraï)
- 2002 : Orishas feat. Passi : La vida pasa (sur l'album Emmigrante)
- 2003 : Ol' Kainry feat. Busta Flex, Passi, Lino & Le Rat Luciano : Qui veut remix (sur l'album Au-delà des apparences)
- 2004 : Wyclef Jean feat. Passi : La Vie Ghetto (français) (sur l'album Welcome to Haiti : Creole 101)
- 2004 : Wyclef Jean feat. Passi : Festival (sur l'album Welcome to Haiti : Creole 101)
- 2004 : Calogero feat. Passi : Face à la mer (sur l'album Calog3ro)
- 2004 : Rita Marley feat. Passi : Africa Jamaica (sur l'album Sunshine After Rain)
- 2005 : Passi feat. Les Sales Gosses : Qui contrôle (sur la compile Rap Performance)
- 2005 : Passi feat. Pete Rock & CL Smooth : Who is This ? (sur la compile The Basement)
- 2005 : Les Sales Gosses feat. Passi & Guy Waku : Tout pour elles (sur l'album 12 ans d'age)
- 2005 : Les Sales Gosses feat. Passi : À feu et à sang (sur l'album 12 ans d'age)
- 2006 : Passi feat. Les Sales Gosses : Issap (sur la compile Independenza Labels)
- 2006 : Fally Ipupa feat Passi : Sopeka (sur l'album de Fally Ipupa, Droit Chemin)
- 2007 : Passi : Amadou et Mariam (sur la compile Écoute la rue Marianne)
- 2008 : Passi feat. Dôm - Toujours la même (Album 8e art)
- 2010 : 1 Geste pour Haïti chérie
- 2011 : Roga-Roga featuring Passi : Congo United (sur l'album Sorcellerie (Kindoki) de Roga-Roga & Extra-Musica)
- 2011 : X-Maleya feat Passi : Tous ensemble (Sur l'album "Tous ensemble " de X-Maleya )
- 2016 : LIM featuring Passi : Comme vous (sur le double album Pirates de LIM)
- 2018 : Passi en concert à Ville Le Trait pour les estivales de la Saint-Jean.

## Filmographie

### Acteur
- 2004 : No Way d'Owell Brown :
- 2005 : Inspecteur Sori : Le Mamba de Mamady Sidibé (série télévisée) : Albert
- 2005 : Ze Film de Guy Jacques : Joël
- 2008 : Skate or Die de Miguel Courtois : Sylla
- 2010 : Sous le soleil, épisode Amour complexe d'Adeline Darraux (série télévisée) : Florian Rivière
- 2019 : Paris 8, la fac Hip-Hop (série télévisée) :
- 2019 : Mauvaise mère d'Adeline Darraux (téléfilm) : médecin des pompiers
- 2021 : Le Prince de Lisa Bierwirth : Joseph Babadinga

### Réalisateur vidéo clip et documentaire
- 1998 : 79 a 99, Passi, album Les tentations
- 1999 : Bisso na Bisso, Live au zénith, clip et Dvd
- 2001 : Ma zik Passi Album Genese
- 2002 : Docu DVD 30 ans Chrono
- 2004 : Plus de soleil, feat Daddy Mory, album Odyssé
- 2007 : Electric Passi, album Evolution
- 2007 : Chambres de gosses, Passi, album Evolution
- 2008 : Le temps passe de Johnny Hallyday ft Ministere Amer, album Ma vérité
- 2009 : Sales gosses UVR, album Dis l'heure de hip hop rock
- 2013 : Full option Feat Fally Ipupa Passi, album Ère Afrique
- 2014 : Ft Naby Avancer, Passi, album Ère Afrique
- 2020 : Django Passi, inédit co-réalisé avec Ody Stephen Luchel